# Caroline Sauvajol-Rialland
 (avril 2015).
Caroline Sauvajol-Rialland est une spécialiste française de l'infobésité et en communication et gestion de l'information en entreprise. Elle a par ailleurs imaginé et formalisé le concept d'info-responsabilité en entreprise qui vise notamment à répondre aux problématiques de l'infobésité et de la surcharge informationnelle au sein des organisations en replaçant l'humain au centre de la solution.
Professeur à l'Institut d'études politiques de Paris (Sciences Po), à l’Institut international du commerce et du développement (ICD) et maître de conférence à l’Université catholique de Louvain, elle se consacre particulièrement aux questions liées à la surcharge informationnelle en entreprise ou infobésité, au droit à la déconnexion dans les organisations et aux problématiques attachées à l'excès quotidien de mails.

## Biographie

### Journalisme et communication
Ancienne journaliste (1994-2000) et responsable de l’information et de la communication au sein du Groupe La Poste (2011-2006), elle intervient également pour Wolters Kluwer et au Centre de formation et de perfectionnement des journalistes (CFPJ) ainsi qu'en qualité de consultante en entreprise.

### Membership scientifiques
Caroline Sauvajol-Rialland est membre du Lasco (Laboratoire d’analyse des systèmes de communication d'organisation) - de l’Université catholique de Louvain et du LaRA, laboratoire de recherche appliquée de l’Institut international du commerce et du développement (ICD).

### Apports sur l'infobésité
Caroline Sauvajol-Rialland a publié plusieurs livres et articles scientifiques, notamment Infobésité : Comprendre et maîtriser la déferlante d’informations, premier livre sur l’infobésité en France qui fut nommé aux Hub Awards 2013 parmi les livres les plus influents sur le digital, et intervient régulièrement dans les médias,,,, presse écrite, radio et télévision. Elle anime aussi de nombreuses conférences : Niort Numéric, L'infobésité tue la communication ! (TedX), Infobésité versus obésité : treat information like junk food (Pecha Kucha), L'infobésité nuit-elle à la productivité ? St. Petersburg International Economic Forum 2019 (Russie), Nuit des Savoirs au Vabamu Museum Of Occupations & Freedom (Tallinn, Estonie), Luxembourg Sustainability Forum 2020...
Elle est auteure en 2015 du court-métrage L'infobèse.
Elle a fondé le cabinet conseil en gestion de l'information Socomment.

### L'info-responsabilité
Chaque individu au sein de l’entreprise est à la fois la victime de l’infobésité - ou surcharge informationnelle - et acteur au quotidien de celle-ci par sa production et sa consommation d’informations.
En plaçant la personne au cœur de la solution, le concept d’info-responsabilité théorisé par Caroline Sauvajol-Rialland a pour objectif que toute information émise et partagée devienne source de performance économique, écologique et un levier conséquent de la qualité de vie au travail.

## Publications
- Les Relations Publiques, avec Andrea Catellani, Éditions Dunod 2015
- Infobésité, gros risques et vrais remèdes, L’Expansion Management Review 2014[17]
- Infobésité : Comprendre et maîtriser la déferlante d’informations, Éditions Vuibert 2013
- Les réseaux sociaux numériques offrent-ils une alternative 2.0. aux pratiques traditionnelles de mobilisation collective dans le monde du travail ?, Recherches en Communication 2013[18]
- Les mobilisations 2.0 du monde du travail, L’Expansion Management Review 2013[19]
- Mieux s’informer pour mieux communiquer, Éditions Dunod 2009